# Sparbarus capnicus
Sparbarus capnicus är en dagsländeart som först beskrevs av Zhou, Sun och Mccafferty 2003.  Sparbarus capnicus ingår i släktet Sparbarus och familjen slamdagsländor. Inga underarter finns listade i Catalogue of Life.